# Ettorina Mazzucchelli
Ettorina Mazzucchelli (Milano, 31 dicembre 1893 – Milano, 26 gennaio 1950) è stata una ballerina e coreografa italiana.

## Carriera
Studiò alla Scuola di Ballo del Teatro alla Scala insieme a Cia Fornaroli e a Teresa Battaggi. Nel 1919 la troviamo come prima ballerina all'Hippodrome Revue di Londra in Joybells. Nel 1926 si esibì al Teatro Vittorio Emanuele di Torino nel balletto Coppélia, e nel 1930 apparve a Roma nel balletto Casanova a Venezia di Giuseppe Adami musicato da Riccardo Pick-Mangiagalli. Al Teatro San Carlo di Napoli divenne nota per la sua performance in Excelsior di Luigi Manzotti.
Come coreografa lavorò nella stagione 1945-1946 al Regio di Torino in Hänsel e Gretel e ne Il Carillon magico di Pick-Mangiagalli. Dopo il ritiro insegnò alla Scuola di Ballo del Teatro alla Scala. Tra le sue allieve figurano Olga Amati e Luciana Novara.